# باشگاه فوتبال یونگ کلمبیا
باشگاه فوتبال یونگ کلمبیا یک باشگاه فوتبال در کوراسائو است که در لیگ برتر کوراسائو بازی می‌کند. این تیم واقع در شهر بوکا سامی سینت میشیل در ۲۳ ژوئیه ۱۹۵۱ تاسیس شد. نام و تاج آن اشاره‌ای به کلمبیا است که در ۱۰۴۵.۸ کیلومتری جزیره قرار دارد.
این تیم در سال‌های ۱۹۹۸، ۲۰۰۰ و ۲۰۰۱ در صدر لیگ قرار گرفت و همچنین در فصل ۰۶–۲۰۰۵ پس از باربر در رده دوم قرار گرفت. این باشگاه در شهر بوکا سامی مستقر است. آنها یک رقابت قدیمی با یونگ هلند مستقر در پایتخت کوراسائو، ویلمستاد دارند.

## افتخارات
- قهرمانی آنتیل هلند: ۱۲ قهرمانی
- لیگ کوراسائو: ۱۲ قهرمانی